# 管裕疇
管裕疇（？—？），本籍中國江蘇阳湖，中國清朝官員。

## 生平
道光十三年，担任东阿县知县。1850年（道光30年）接替胡國榮，於台灣擔任台灣府台灣縣知縣。管轄約今台灣南部之嘉義縣、嘉義市、台南縣、市全境及高雄縣部份區域。該區域面積約為4500平方公里，也是清治時期台灣島之漢人集中地所在。